# Titanacris velazquezii
Titanacris velazquezii is een rechtvleugelig insect uit de familie Romaleidae. De wetenschappelijke naam van deze soort is voor het eerst geldig gepubliceerd in 1857 door Nieto.